# Euconnus claviger
Euconnus claviger är en skalbaggsart som först beskrevs av Müller och Kunze 1822.  Euconnus claviger ingår i släktet Euconnus, och familjen glattbaggar. Arten är reproducerande i Sverige.